# Хедър Морис
Хедър Морис (на английски: Heather Morris) е австралийска писателка на произведения в жанра „исторически роман“.

## Биография и творчество
Хедър Морис е родена в Те Авамуту, Нова Зеландия. Завършва гимназия в Те Авамуту. През 1971 г. се мести в Мелбърн. През 1975 г. тя и съпругът ѝ се връщат в Нова Зеландия и живеят в Крайстчърч. Започва да учи в университета в Кентърбъри през 1986 г., но през 1987 г. се мести обратно в Мелбърн и завършва университета „Монаш“ с бакалавърска степен през 1991 г. През 1995 г. започва работа в отдела за социална работа в Медицинския център „Монаш“ в Мелбърн, където остава до 2017 г.
През 1996 г. решава да преследва мечтата си към разказването на истории и се записва в курса за професионално писане към Австралийския колеж по журналистика. Посещава множество лекции за писане на сценарии, семинари и творчески работилници както в Австралия, така и в САЩ. Първият ѝ сценарий е оценен от писателката Памела Уолъс.
През 2003 г. се запознава и сприятелява с евреина Лале Соколов, който ѝ разказва подробности от живота си по време на Холокоста и работата му като татуировчик на номера в концентрационния лагер Аушвиц. По неговите разкази тя по-късно пише „Татуировчикът“ като сценарий. Първоначално той е избран за екранизация, но след отказ, участва в международни конкурси и печели Международния конкурс за независими филмови награди през 2016 г. През 2018 г. историята е преработена и издадена като дебютния ѝ роман „Татуировчикът на Аушвиц“ от едноименната поредица. Той става бестселър и е публикуван в над 50 страни по света.
Хедър Морис живее със семейството си в Австралия.

## Произведения

### Серия „Татуировчикът на Аушвиц“ (Tattooist of Auschwitz)
1. The Tattooist of Auschwitz (2018)
Татуировчикът на Аушвиц, изд.: ИК „Рива“, София (2019), прев. Маргарита Дограмаджян
2. Cilka's Journey (2019)
Пътят на Силка, изд.: ИК „Рива“, София (2020), прев. Маргарита Дограмаджян
3. Three Sisters (2021)
Три сестри, изд.: ИК „Рива“, София (2022), прев. Богдана Богданова

### Документалистика
- Stories of Hope (2020)
- Listening Well (2022)
- Sisters Under the Rising Sun (2023)